# Балабанівка (Вінницький район)
Балабані́вка (розмовна назва: Болобанівка) — село в Україні, в Оратівській селищній громаді Вінницького району Вінницької області. Розташоване на обох берегах річки Гірський Тікич (притока Тікичу) за 13 км на південний схід від смт Оратів та за 6 км від зупинного пункту Фронтівка. Населення становить 922 особи (станом на 1 січня 2018 р.).

## Історія
Засноване 1612 року. 20 вересня 1624 року Олександр Балабан зареєстрував у Любліні укладений акт продажу Балабанівки (Юшківців) Стефану Хмелецькому та його дружині Теофілі.
У 1649–1653 рр. — сотенне містечко Кальницького полку.
Станом на 1885 рік у колишньому власницькому містечку Підвисочанської волості Липовецького повіту Київської губернії мешкало 1738 осіб, налічувалось 239 дворових господарств, існували православна церква, синагога, постоялий будинок, водяний і вітряний млини, крупорушка, базари по четвергах.
За переписом 1897 року кількість мешканців зросла до 3089 осіб (1540 чоловічої статі та 1549 — жіночої), з яких 2542 — православної віри, 493 — юдейської.
З 1917 — у складі УНР. З 1921 тут стабілізувалася влада російських комуністів. 1929 вона почала систематичний терор проти місцевого населення, а 1932 вдалася до масових убивств голодом. Жертвами радянського режиму за два роки стали понад 1000 осіб — кожна третя особа в селі. Крім того, агенти-комсомольці, а також карний елемент, який співпрацював із НКВД, грабував незалежних селян та складав списки на депортацію родин до Росії.
12 червня 2020 року, відповідно розпорядження Кабінету Міністрів України № 707-р «Про визначення адміністративних центрів та затвердження територій територіальних громад Вінницької області», село увійшло до складу Оратівської селищної громади.
19 липня 2020 року, в результаті адміністративно-територіальної реформи та ліквідації Оратівського району, село увійшло до складу Вінницького району.

## Населення

### Мова
Розподіл населення за рідною мовою за даними перепису 2001 року:
| Мова            | Кількість | Відсоток |
| --------------- | --------- | -------- |
| українська      | 941       | 98.84%   |
| російська       | 8         | 0.84%    |
| білоруська      | 2         | 0.21%    |
| інші/не вказали | 1         | 0.11%    |
| Усього          | 952       | 100%     |

## Відомі люди
- Білаш Світлана Олексіївна — український графік.
- Якуб Ксаверій Александер Потоцький — дідич, зібрав в маєтку велику, цінну бібліотеку, яку було знищено в 1918 році.[9]

## Галерея

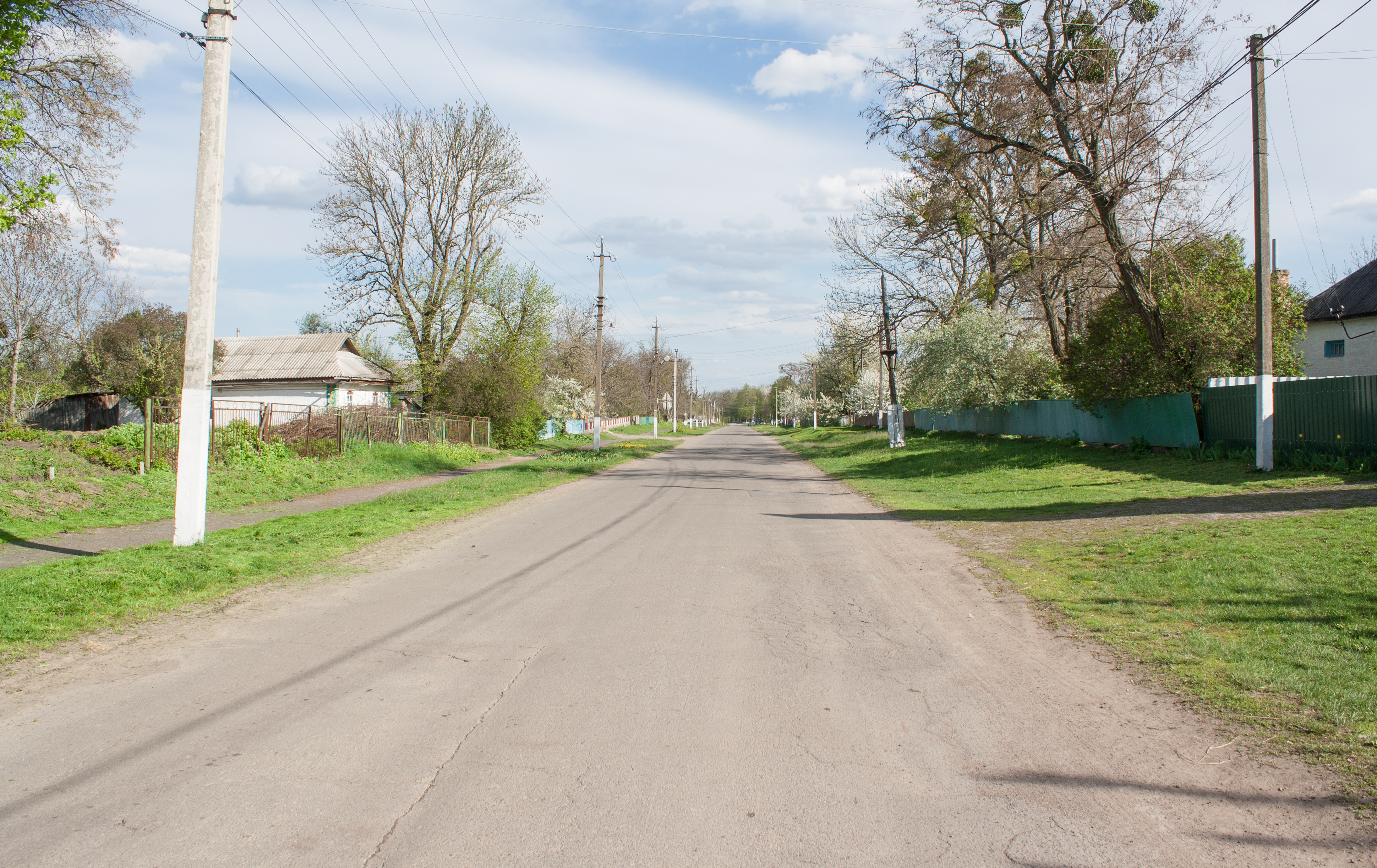
Вулиця Центральна
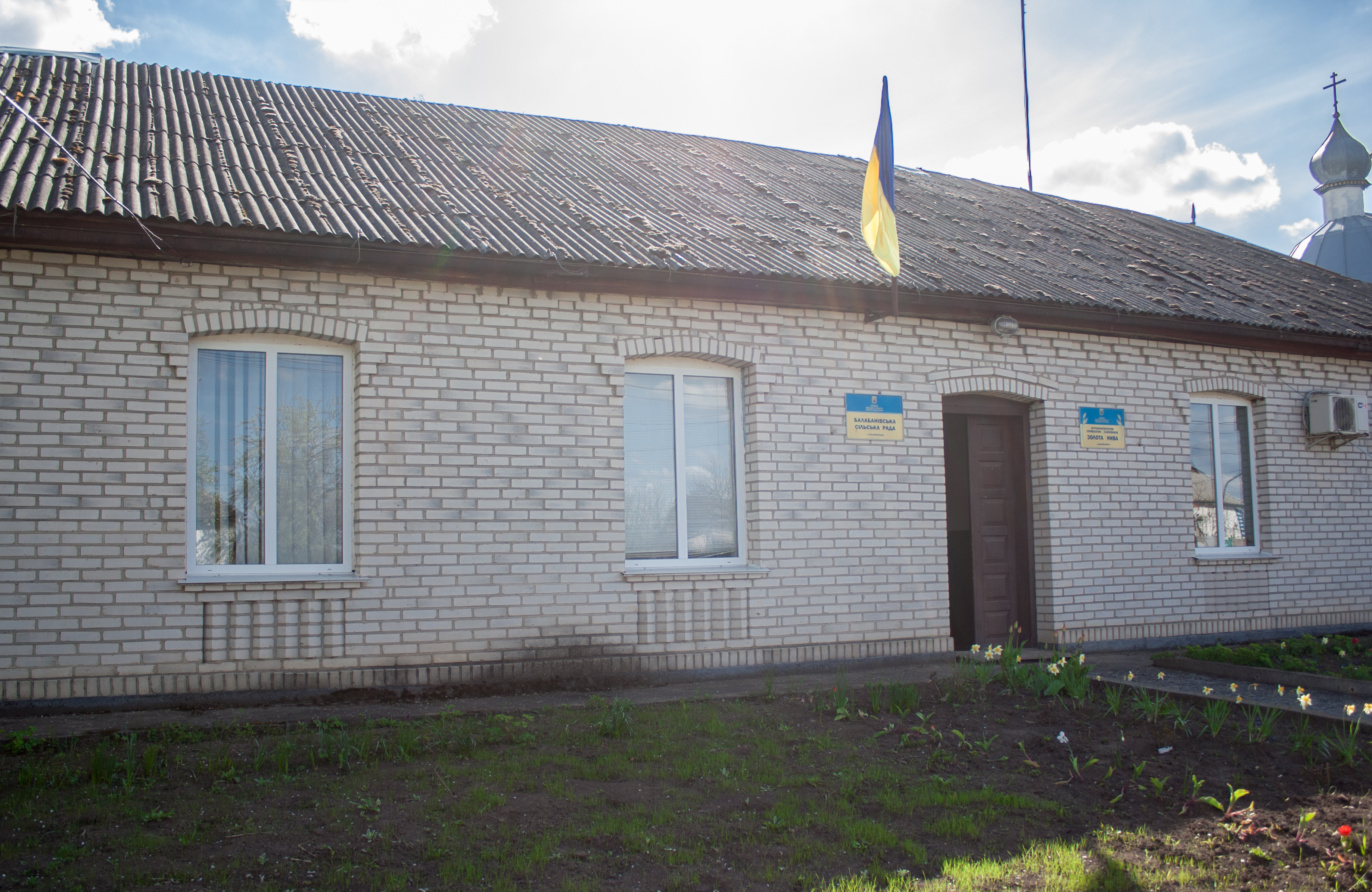
Сільська рада
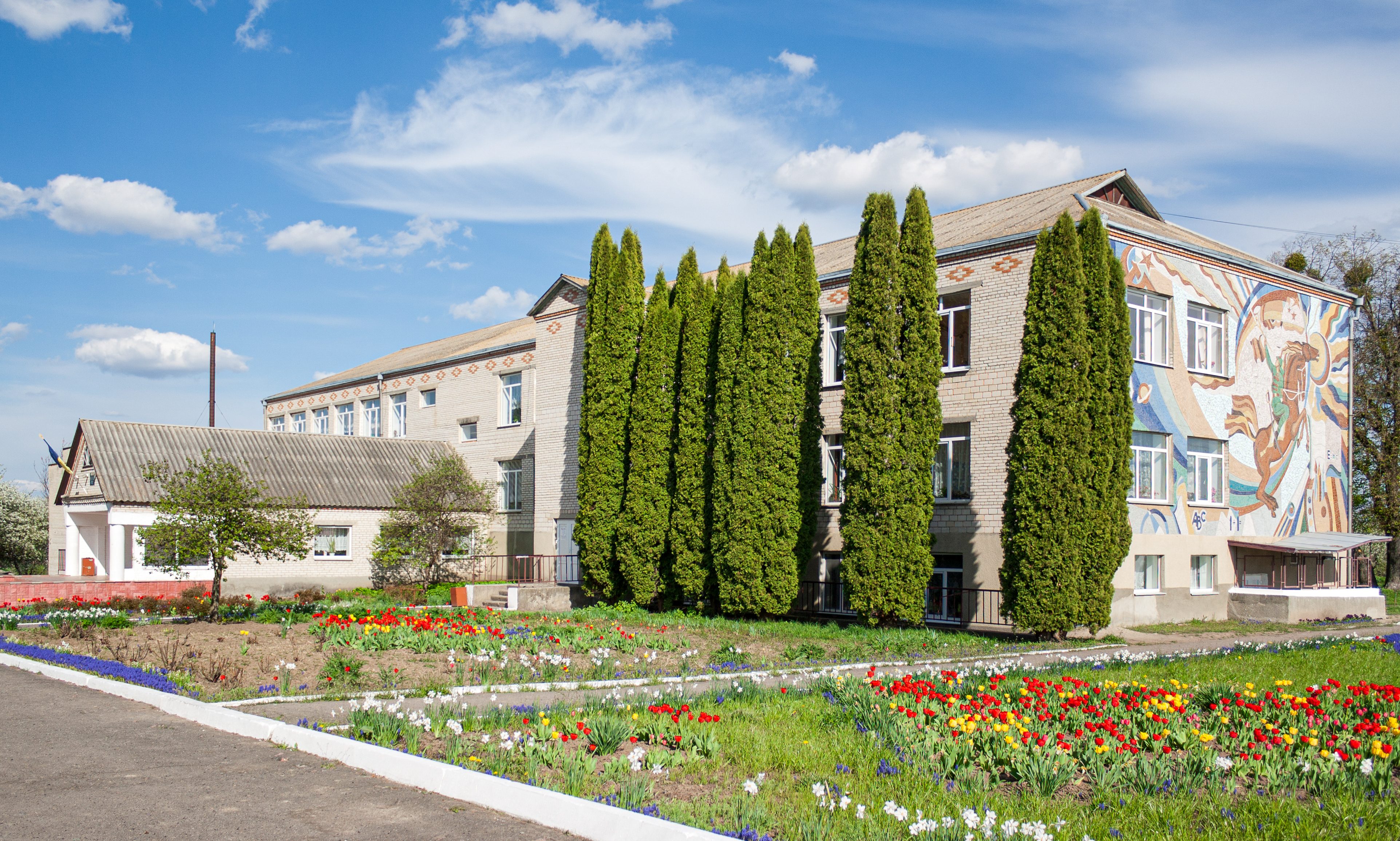
Школа
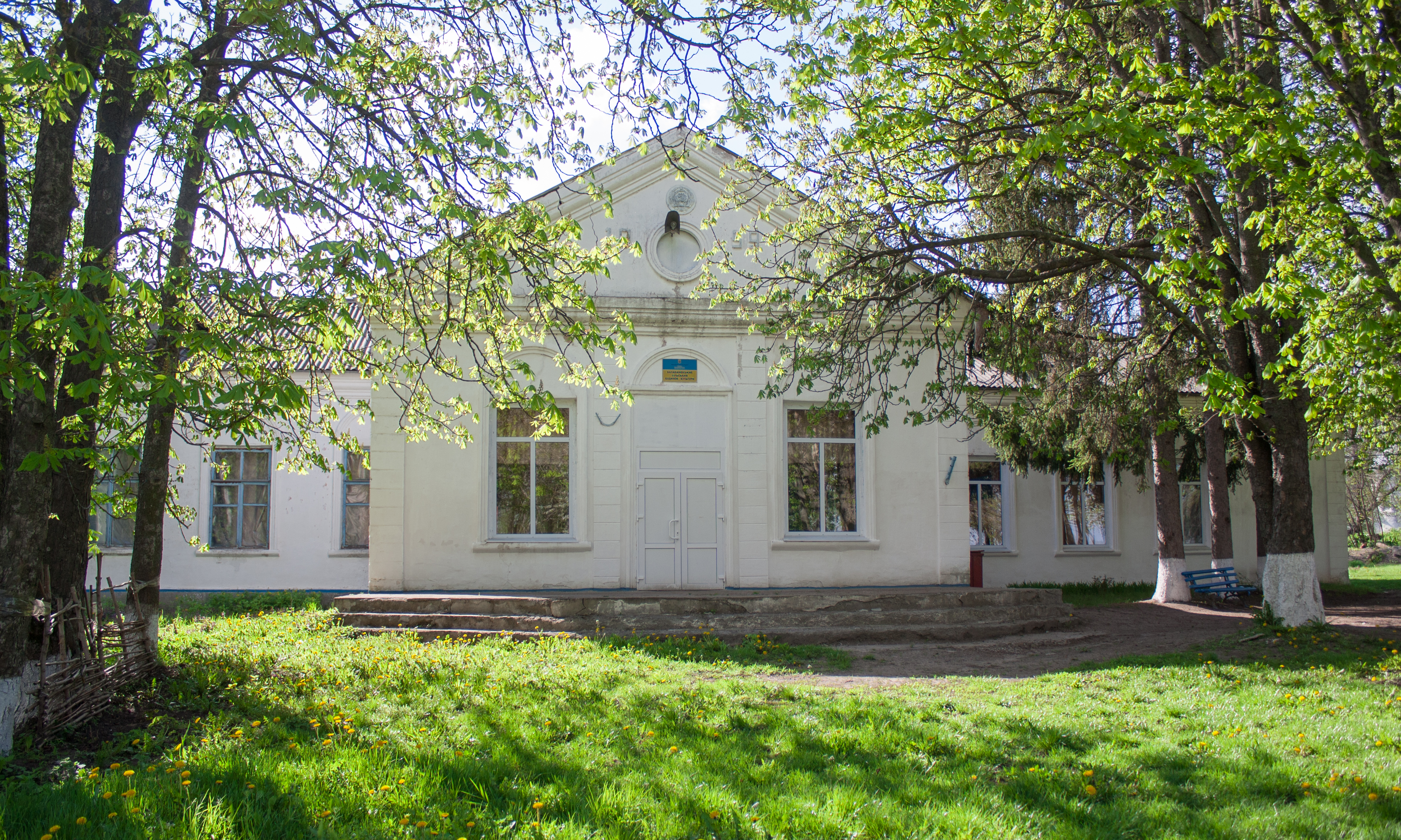
Будинок культури
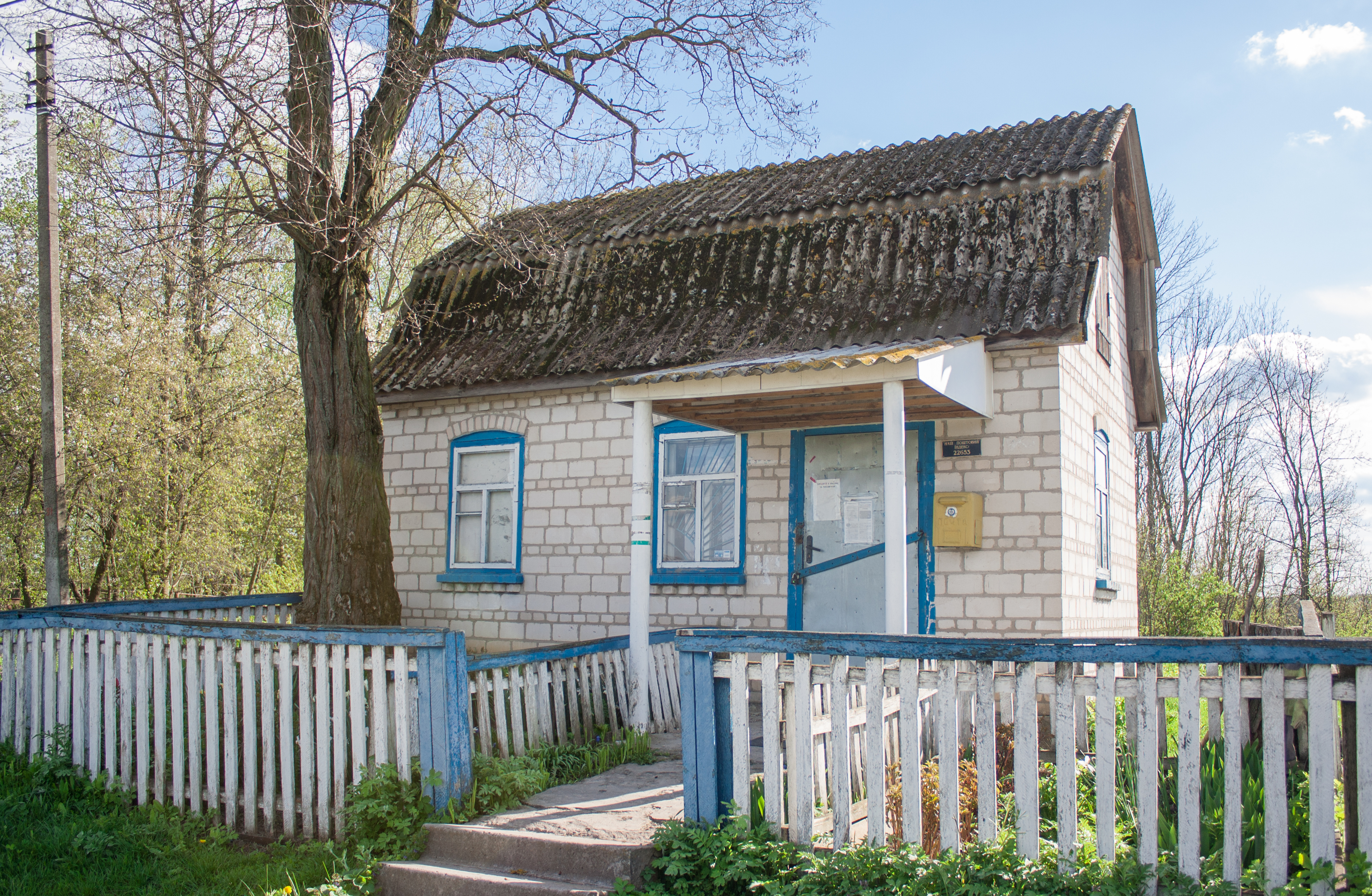
Пошта
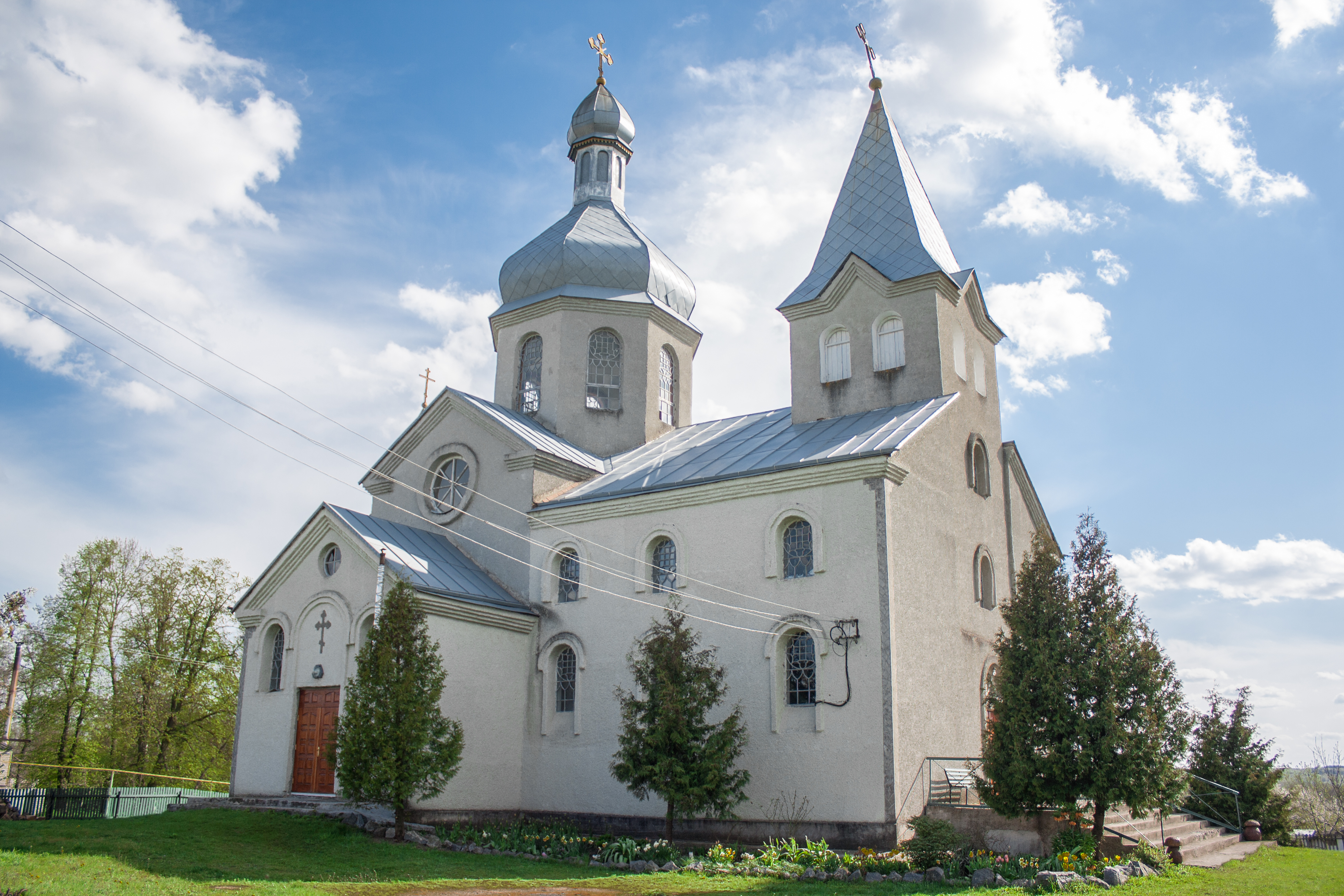
Церква Архістратига Михаїла
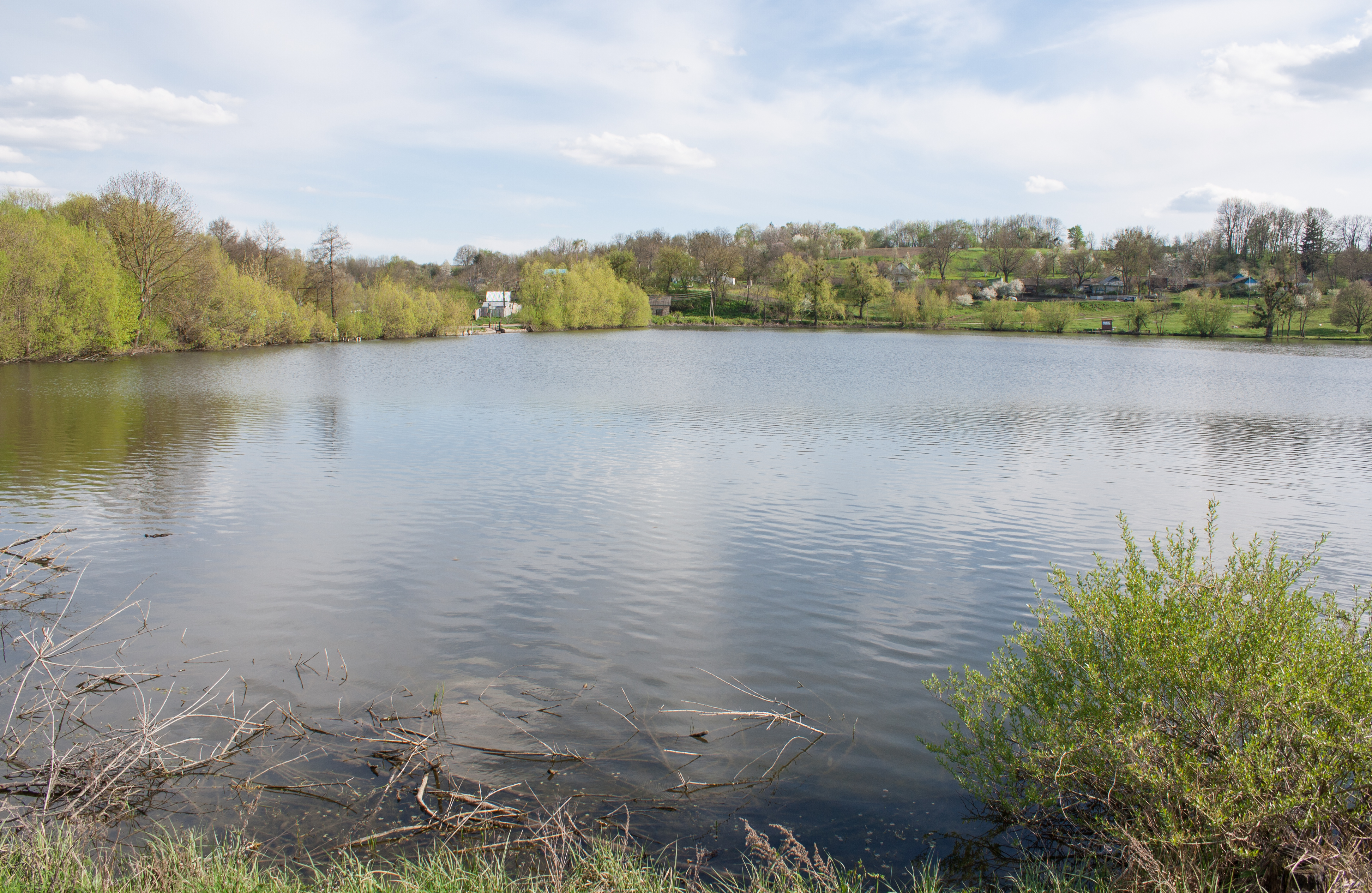
Ставок на річці Гірський Тікич
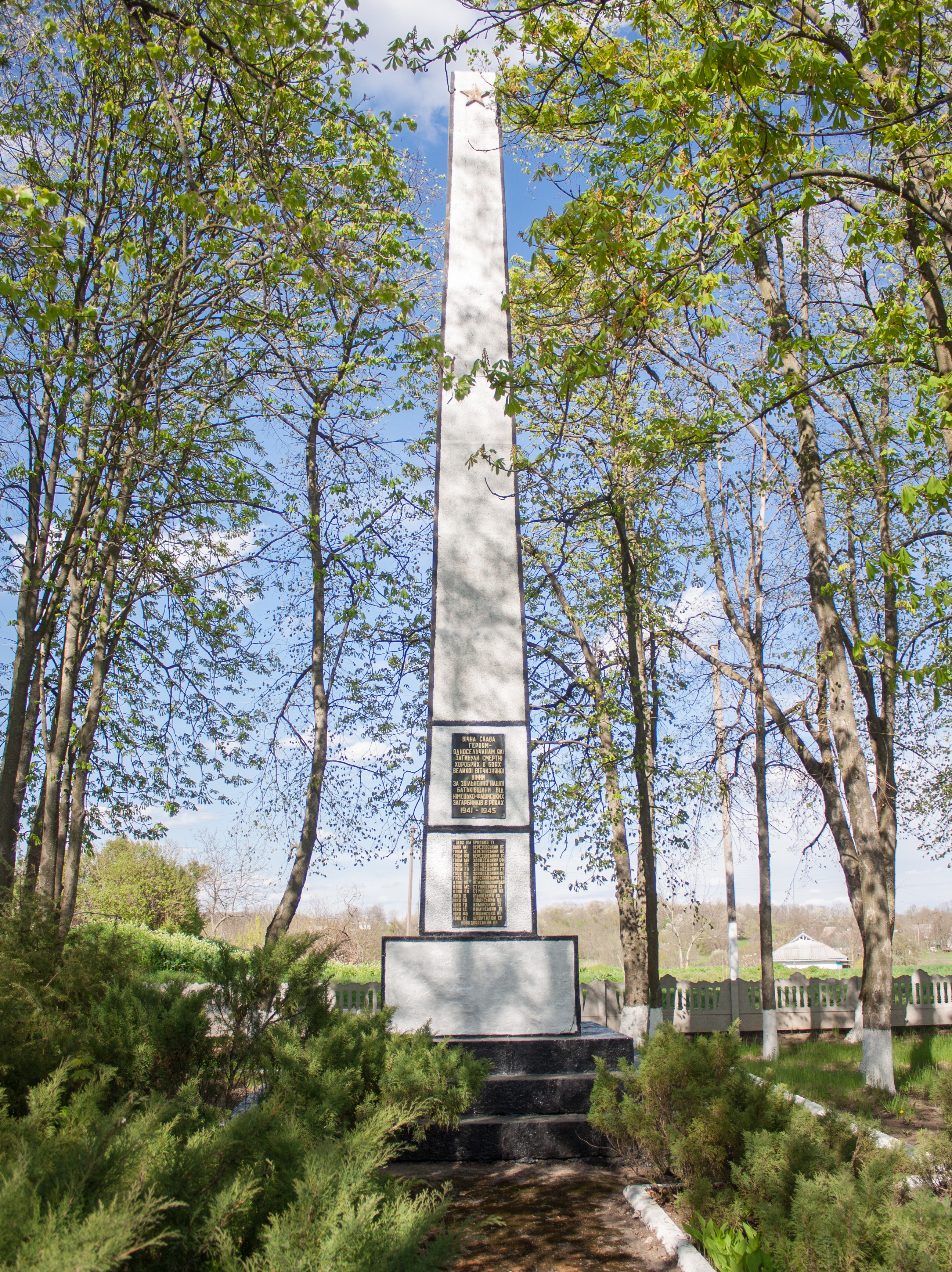
Пам'ятник воїнам-односельчанам
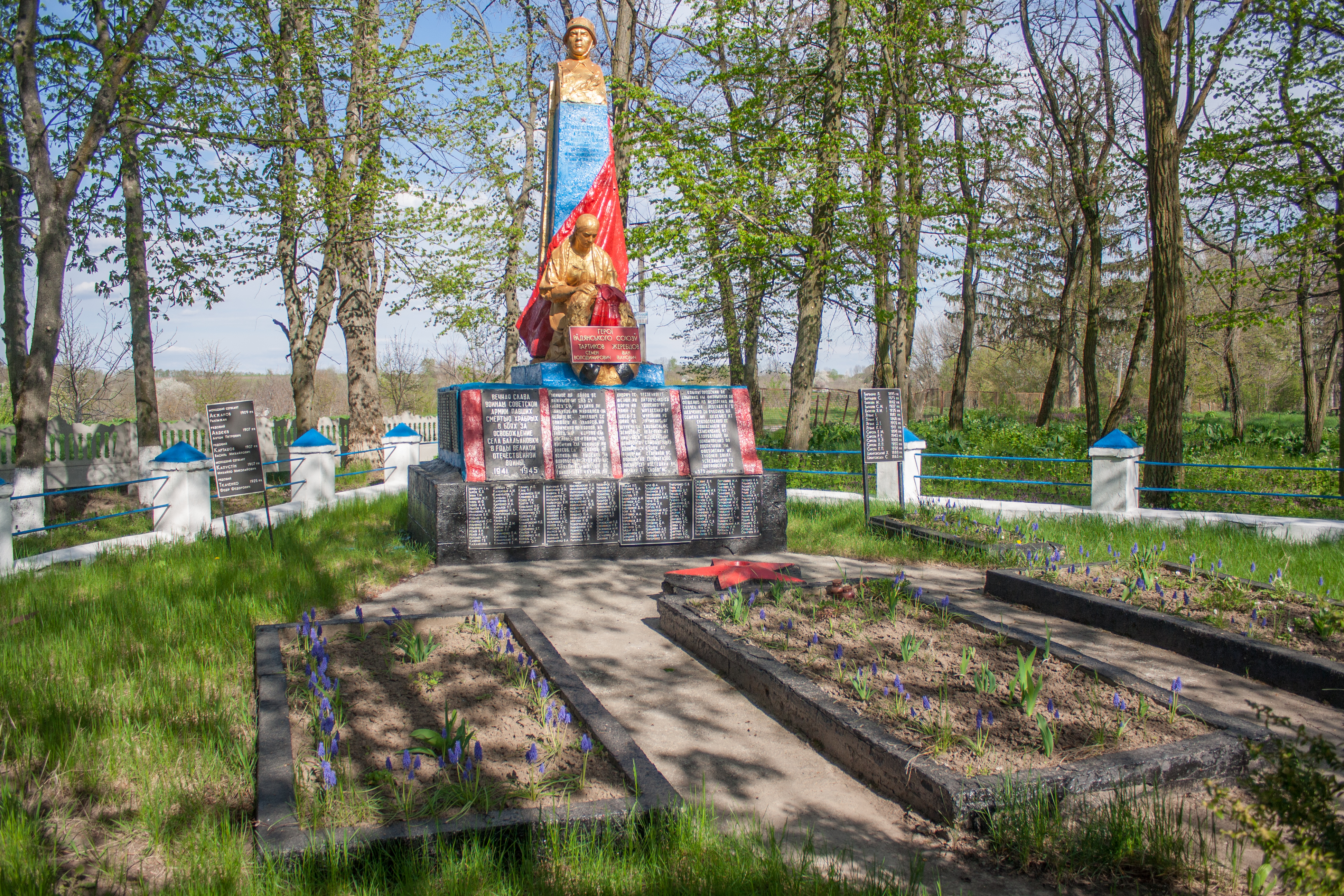
Братська могила радянських воїнів